# Comtat de Walla Walla
Walla Walla és un comtat de l'estat de Washington. D'acord el cens del 2020 la seva població era de 62.584 habitants. La seu del comtat i la ciutat més gran és Walla Walla. El comtat es va formar el 25 d'abril de 1854 i rep el nom de la tribu dels nadius americans Walla Walla.
El comtat de Walla Walla està adscrit a l'àrea estadística metropolitana de Walla Walla (abreujat en anglès, Walla Walla MSA) que és la segona àrea metropolitana més petita dels Estats Units, després de la de Carson City, Nevada.

## Geografia
D'acord a l'Oficina del Cens dels Estats Units el comtat té una superfície total de 1,299 milles quadrades (3,360 km2), dels quals 1,270 milles quadrades (3,300 km2) és terra i 29 milles quadrades (75 km2) (2,2%) és aigua.

### Cens de l'any 2000
D'acord als resultats del cens del 2000 hi vivien 55.180 persones, 19.647 llars i 13.242 famílies. La densitat de població era de 43 habitants per milla quadrada (17/km 2). Hi havia 21.147 habitatges amb una densitat mitjana de 17 per milla quadrada (6/km 2). La composició racial del comtat era 85,3% blancs, 1,7% negres o afroamericans, 0,8% nadius americans, 1,1% asiàtics, 0,2% illencs del Pacífic, 8,2% d'altres races i 2,6% de dues o més races. El 15,7% de la població era hispà o llatí de qualsevol raça. El 20,1% eren d'ascendència alemanya, el 10,7% anglesa, el 7,7% dels Estats Units o nord-americà i el 7,3% d'ascendència irlandesa.
Dels 19.647 habitatges en un 32,10% hi vivien nens de menys de 18 anys, en un 54,00% hi vivien parelles casades, en un 9,50% dones solteres i en un 32,60% no eren unitats familiars. En el 27,10% dels habitatges hi vivien persones soles el 12,40% de les quals corresponia a persones de 65 anys o més. El nombre mitjà de persones vivint en cada habitatge era de 2,54 i el nombre mitjà de persones que vivien en cada família era de 3,08.
Per franges d'edat la població es repartia amb un 24,60% menors de 18 anys, un 13,40% entre 18 i 24, un 26,50% entre 25 i 44, un 20,80% entre 45 i 60 i un 14,80% 65 anys o més. La mediana d'edat era de 35 anys. Per cada 100 dones hi havia 103,80 homes. Per cada 100 dones de 18 anys o més hi havia 102,90 homes.
La renda mediana d'una llar era de 35.900 $ i la renda mediana familiar de 44.962 $. Els homes tenien una renda mediana de 34.691 $ mentre que les dones 24.736 $. La renda per capita del comtat era de 16.509 $. Al voltant del 10,20% de les famílies i el 15,10% de la població estaven per davall del llindar de pobresa, incloent el 18,80% dels menors de 18 anys i el 8,20% dels 65 o més.

### Cens de 2010
D'acord al cens del 2010 hi vivien 58.781 persones, 21.719 llars i 14.132 famílies. La densitat de població era de 46.3 habitants per milla quadrada (17.9/km2). Hi havia 23.451 habitatges amb una densitat mitjana de 18.5 per milles quadrades (7.1/km2). La composició racial del comtat era 84,5% blancs, 1,8% negres o afroamericans, 1,3% asiàtics, 1,0% indis americans, 0,3% illencs del Pacífic, 8,0% d'altres races i 3,1% de dues o més races. Els d'origen hispà o llatí representaven el 19,7% de la població. Pel que fa a l'ascendència, el 23,5% eren alemanys, el 13,3% anglesos, el 12,7% irlandesos i el 6,6% americans.
De les 21.719 llars, en un 30,8% hi vivien nens de menys de 18 anys, en un 50,1% hi vivien parelles casades, en un 10,5% dones solteres, en un 34,9% no eren unitats familiars i en un 28,2% de totes les llars. estaven formats per individus. El nombre mitjà de persones vivint en cada habitatge era de 2,50 i el nombre mitjà de persones que vivien en cada família era de 3,05. La mitjana d'edat era de 36,7 anys.
La renda mediana d'una llar del comtat era de 45.575 $ i la renda mediana d'una família de 55.773 $. Els homes tenien una renda mediana de 42.704 $ mentre que les dones 35.586 $. La renda per capita de la comarca era de 23.027 $. Aproximadament el 12,4% de les famílies i el 17,5% de la població estaven per davall del llindar de pobresa, incloent el 24,6% dels menors de 18 anys i el 9,2% dels 65 o més.

### Comunitats
Ciutats
- College Place
- Prescott
- Waitsburg
- Walla Walla (seu del comtat)

Llocs designats pel cens
- Burbank
- Dixie
- Garrett
- Touchet
- Walla Walla East
- Wallula

Comunitats no incorporades
- Ayer
- Burbank Heights
- Lowden
- Calhounville

## Política
El comtat de Walla Walla és generalment republicà; ha votat a favor d'aquest partit en totes les eleccions presidencials menys una des de 1940, i només ha votat demòcrata cinc vegades des de l'estatut de Washington el 1889. Com el conjunt de l'estat, els candidats de tercers sovint reben una proporció més gran dels vots que a nivell nacional. El comtat forma part del cinquè districte del Congrés de Washington, que està representat per la republicana Cathy McMorris Rodgers.

## Educació
Al comtat hi ha els següents districtes escolars:
- Districte escolar de College Place
- Districte escolar de Columbia
- Districte escolar de Dixie
- Districte escolar de Prescott
- Districte Escolar de Touchet
- Districte escolar de Waitsburg
- Escoles públiques de Walla Walla